# Susan Slade
Susan Slade és una pel·lícula estatunidenca dirigida per Delmer Daves i estrenada el 1961. Ha estat doblada al català.

## Argument[2]
Després de deu anys d'activitat professional exercitada a Xile, Roger Slade entra als Estats Units. En el vaixell que els porta, la seva filla, Susan, s'enamora d'un alpinista. Quan s'acomiaden, es consideren com a promesos. Desgraciadament, els dies s'escolen i Susan no rep notícies. Es desespera encara més descobrint que està embarassada. El seu pare confirma els seus temors: el jove ha mort en una ascensió. La família decideix llavors marxar a Guatemala on el pare té el seu nou destí; allà, Susan parirà el seu bebè que passarà pel de la seva mare.

## Repartiment
- Troy Donahue: Hoyt Brecker
- Connie Stevens: Susan Slade
- Dorothy McGuire: Leah Slade
- Lloyd Nolan: Roger Slade
- Brian Aherne: Stanton Corbett
- Natalie Schafer: Marian Corbett
- Kent Smith: Dr. Fain
- Grant Williams: Conn White

## Al voltant de la pel·lícula
- La reputació de Delmer Daves es fonamenta, amb tota la raó, en els seus èxits en el gènere del western. Tanmateix, seria, potser, injust negligir totalment els melodrames que va realitzar, al final de la seva carrera, entre 1959 i 1962.
- Aquests melodrames (que cal no obstant això contextualitzar històricament, a risc de considerar-los com passats de moda), són quatre i orientats cap als problemes de la joventut en medis més aviat socialment afavorits.
- Situada cronològicament després d'A Summer Place i Parrish i abans de Rome Adventure, Susan Slade  ofereix aquesta particularitat de no

| « | suposar cap conflicte de generacions. D'una manera tàcita, pares i filla arriben a un acord per participar en el pla absurd que ha de salvaguardar la respectabilitat de la família. | » |

 (Jacques Lourcelles) 
- Però, aquesta situació insostenible que priva Susan Slade, l'heroïna de la pel·lícula, d'una maternitat normal acabarà esclatant. La jove revela a tots que és la mare del nen.

| « | L'episodi de l'accident del bebè servirà de catarsi i farà expressar (i triomfar) la naturalesa contra la cultura, la cultura sent aquí un conjunt de prejudicis morals i socials que els personatges mai no han pensat a passar pel garbell. | » |

 (J. Lourcelles) 
- Com en les altres pel·lícules del cicle melodramàtic, el lirisme característic de Delmer Daves

| « | s'enriqueix en una dimensió de preciosisme (utilització refinada del color, mobilitat de la càmera i sol·licitud de temes musicals expressius) limitant amb el barroc. | » |

 (J. Lourcelles) 
- A prop de Douglas Sirk, Delmer Daves utilitza, en realitat, el melodrama com

| « | el gènere el més apte per fer sorgir, en el comportament dels personatges aparentment sans i normals, aquesta part de bogeria que tradueix les seves angoixes amagades. | » |